# STS-85
STS-85 foi uma missão da NASA realizada pelo ônibus espacial Discovery, lançado em 7 de agosto de 1997.

## Tripulação
| Posição                  | Astronauta              |
| ------------------------ | ----------------------- |
| Comandante               | Curtis Brown            |
| Piloto                   | Kent Rominger           |
| Especialista de missão 1 | Jan Davis               |
| Especialista de missão 2 | Stephen Robinson        |
| Especialista de missão 3 | Robert Curbeam          |
| Especialista de carga    | Bjarni Tryggvason (CSA) |